# Карр, Реймонд
Сэр Реймонд Карр (англ. Albert Raymond Maillard Carr; 11 апреля 1919[…], Бат, Сомерсет — 19 апреля 2015) — британский историк, испанист, специалист по современной испанской истории. Профессор Оксфордского университета. Член Британской академии (1978). Рыцарь с 1987 года.
В 1968-87 гг. начальник St Antony's College, Oxford. Его лучшей работой указывают Spain 1808—1939 (Oxford: Clarendon Press, 1966) {Рец.}. Лауреат Premio Espejo de España (1979) и премии принца Астурийского (1999). Создатель оксфордской школы историков современной Испании.
Родился в семье школьного учителя и почтальонши, внук кузнеца. Вырос в Дорсете. Изучал современную историю в Крайст-черч в Оксфорде и в 1941 году окончил его с отличием. От военной службы был отстранён по медицинским показаниям, страдал редкой болезнью сердца. Его близкими друзьями в 1940-х были лейбористский политик Энтони Кросленд и писатель Николас Мосли.
Знакомство Карра с Испанией началось в 1950 году — в его медовый месяц, последовавший за женитьбой на внучке Hugo Charteris, 11th Earl of Wemyss. После непродолжительного преподавания истории в Университетском колледже в Лондоне, он в 1952 году вернулся в Оксфорд — феллоу в Нью-колледж. Член-корреспондент Испанской королевской академии истории. Почётный доктор (1999).
Автор книги Puerto Rico: A Colonial Experiment (New York: New York U. P., 1984).